# Cingkam
Cingkam is een bestuurslaag in het regentschap Aceh Singkil van de provincie Atjeh, Indonesië. Cingkam telt 469 inwoners (volkstelling 2010).